# Limnophora myolensis
Limnophora myolensis este o specie de muște din genul Limnophora, familia Muscidae, descrisă de Shinonaga în anul 2005. Conform Catalogue of Life specia Limnophora myolensis nu are subspecii cunoscute.